# شتاتهاغن
اشتات هاغن (بالألمانية: Stadthagen) هي بلدة ألمانية تقع في ألمانيا في سكسونيا السفلى. يقدر عدد سكانها بـ 23,206 نسمة .

## المدن التوأمة
مدن سواسون، Tapolca و آيزنبرغ (تورينغن) هي مدن توأمة لـاشتات هاغن.

## أعلام
- كاتيا فلينت
- يان باينسن
- بيورن ليندمان
- يوتا هاينه
- جورج ماسكولو